# یلزاوتگراد (سرزمین آلتای)
یلزاوتگراد (به لاتین: Yelizavetgrad) یک منطقهٔ مسکونی در روسیه است که در سرزمین آلتای واقع شده‌است.